# 超交换作用
超交换作用，或称克拉默斯-安德森（Kramers-Anderson）超交换作用，是离子化合物中一种由非磁性阴离子介导的、近邻阳离子间的高强度耦合作用。它是同一个阴离子上的两个电子分别与两个阳离子彼此耦合的作用结果。相比之下，常见的交换作用只涉及到近邻金属离子间的直接耦合。
超交换作用一般是反铁磁性的，但也有例外。如果两个阳离子与阴离子共线，则该效应导致反铁磁性；如果两个阳离子与介导超交换作用的阴离子间呈 90 度夹角，那么该效应会变成铁磁性的相互作用。

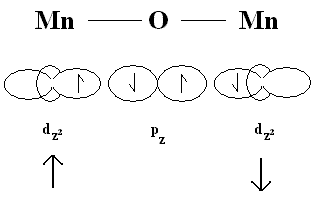
MnO 中的超交换作用示意图

超交换作用最早由克拉默斯于 1934 年提出。他意识到在 MnO 晶体中，尽管近邻的 Mn 离子间存在着非磁性的氧离子，但 Mn 离子之间却仍然存在磁矩的相互耦合。其后安德森在 1950 年对克拉默斯的模型进行了修正。
1950年代，古迪纳夫和金森顺次郎针对超交换作用提出了一系列半经验公式，现称作“古迪纳夫-金森规则”（Goodenough-Kanamori rules）。这一系列规则成功地对一大类材料的磁学特性给出了定性解释。这些规则是基于电子在重叠的原子轨道中的排布方式和对称关系而得出的。（这里的轨道是价键理论中的定域轨道，或海特勒-伦敦（Heitler-London）模型中的定域轨道。相对于洪特-马利肯-布洛赫（Hund-Mulliken-Bloch）模型等离域轨道模型而言，定域轨道模型更适于描述化学键。）
泡利不相容原理指出，对于由非磁性离子（如氧离子）介导的两个阳离子的耦合而言，若两个阳离子的轨道都是半充满的，那么超交换作用将是强反铁磁性的；若一个阳离子的轨道全充满，而另一个阳离子的轨道半充满，则超交换作用是铁磁性的；若一个阳离子的轨道全充满/半充满，另一个阳离子带有空轨道，则耦合既可能是铁磁性的，也可能是反铁磁性的，不过多数情况下为铁磁性。
当多种耦合作用同时存在时，反铁磁项一般是最强的，因为它与原子内的交换项无关。对于一些简单的情形，利用古迪纳夫-金森规则就可以直接预测超交换作用存在时体系的净磁矩。但在以下几种情况下，计算可能会更加复杂：
1. 直接交换作用和超交换作用彼此竞争
2. 阳离子-阴离子-阳离子键角不是 180 度
3. 轨道填充状态不是定态
4. 自旋-轨道耦合作用强烈

与超交换作用相关的另一种常见的离子磁矩间耦合作用是双交换作用。双交换作用由齐纳提出，起先是用于处理电子输运性质的。它和超交换作用有以下区别：在超交换作用中，参与相互作用的两个 d 轨道要么电子数相同，要么电子数差 2，且涉及的都是定域态电子。而双交换作用中 d 轨道的电子排布方式不同，且涉及的电子是离域（巡游）的。因而双交换作用主导的体系中，材料不仅具有磁序，还具有类金属的导电性。

## 锰氧化物
以氧化锰为例，在 MnO 中，氧离子的 p 轨道和锰离子的 d 轨道共同参与了超交换作用。
在该系统中，反铁磁序对应着 d 轨道上的半充满（单电子填充）态。这种排布方式下，电子离域程度更高，动能更低，因而更稳定。
量子微扰理论中，最近邻的 Mn 离子对的哈密顿算符为：
{\displaystyle {\mathcal {H}}_{1,2}=+{\frac {2t_{\text{Mn,O}}^{2}}{U}}{\hat {S}}_{1}\cdot {\hat {S}}_{2},}
式中 {\displaystyle t_{\text{Mn,O}}} 是 d 轨道与 p 轨道间所谓的跃迁能量，{\displaystyle U} 则是 Mn 的 Hubbard 能。{\displaystyle {\hat {S}}_{1}\cdot {\hat {S}}_{2}} 项是两个 Mn 离子磁矩矢量间的标量积（海森堡模型）。
结合该哈密顿量，微扰方法给出的结论是近邻 Mn 离子间的相互作用为反铁磁性。